# Lorenzo Ramaciotti
Lorenzo Ramaciotti (né en 1948 à Modène) est un designer automobile emblématique italien, dirigeant de Pininfarina durant 32 ans (1972-2005), puis directeur général du design de l'empire Fiat / Chrysler depuis 2007,.

## Biographie
Né à Modène (berceau historique de Ferrari, Maserati, et Lamborghini), il est diplômé en 1972 en génie mécanique de l'École polytechnique de Turin II entre en 1973 chez Pininfarina, ou il est nommé directeur général en 1988, durant 17 ans, puis PDG et membre du conseil d'administration.

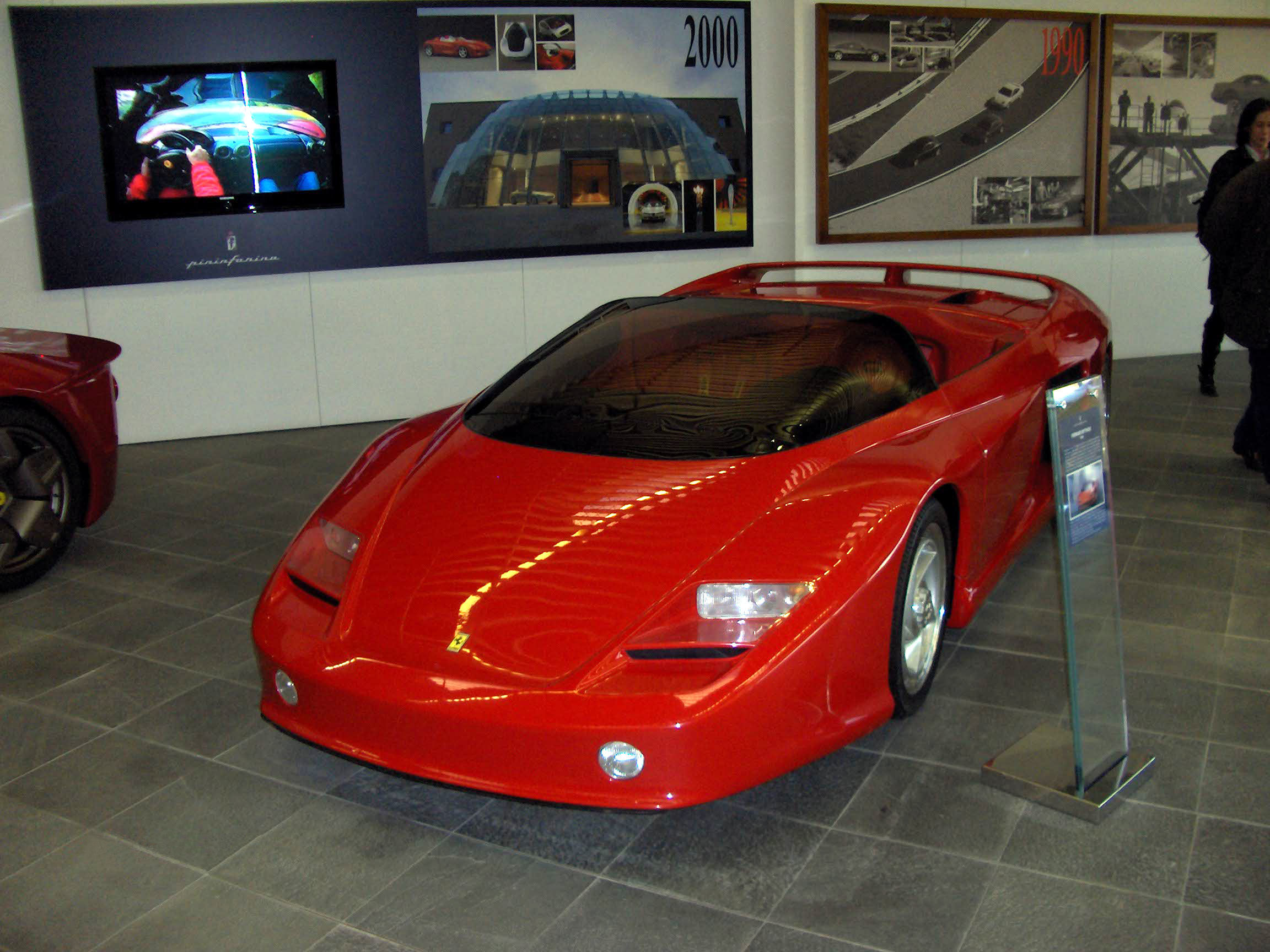
Ferrari Mythos 1989
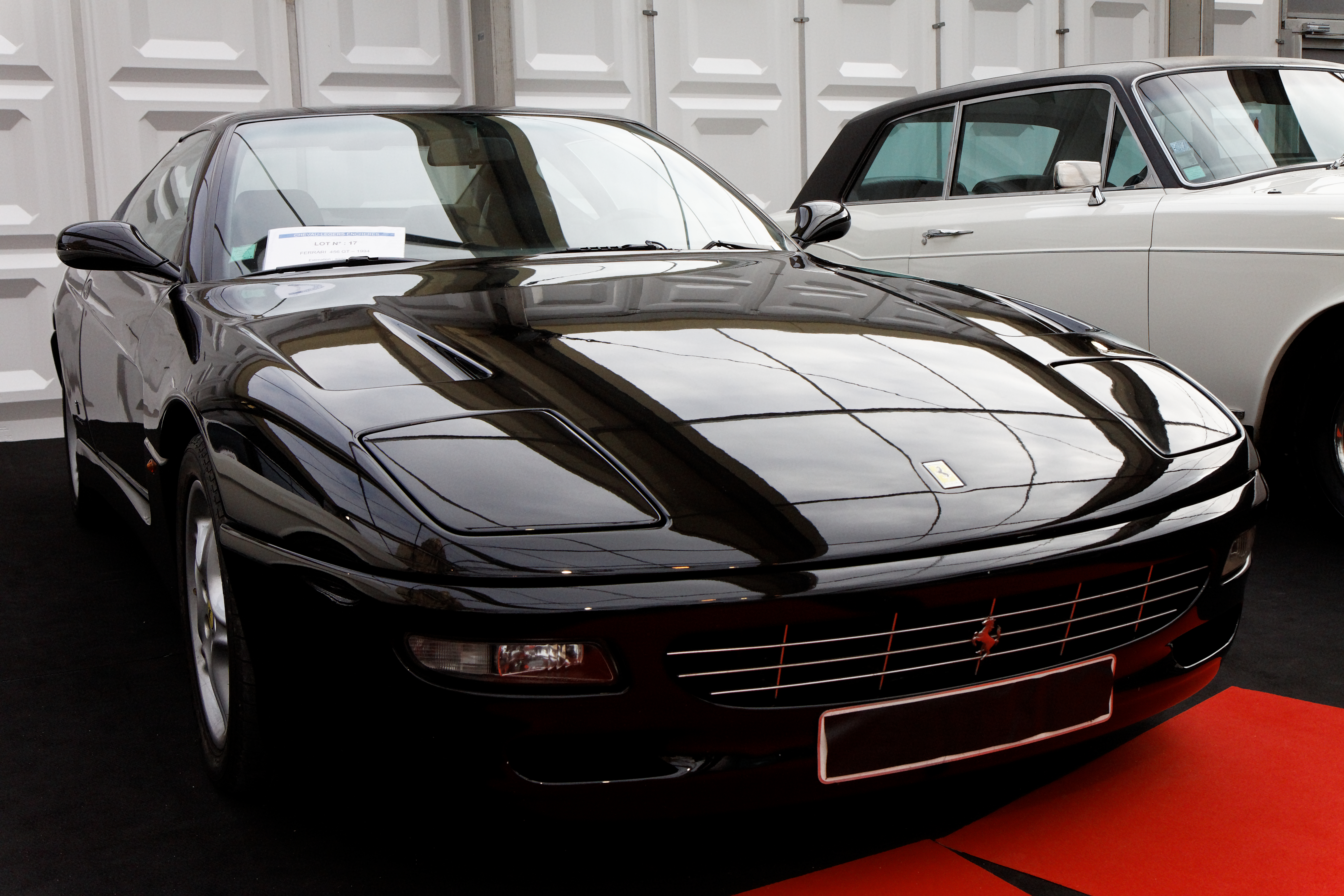
Ferrari 456 1992
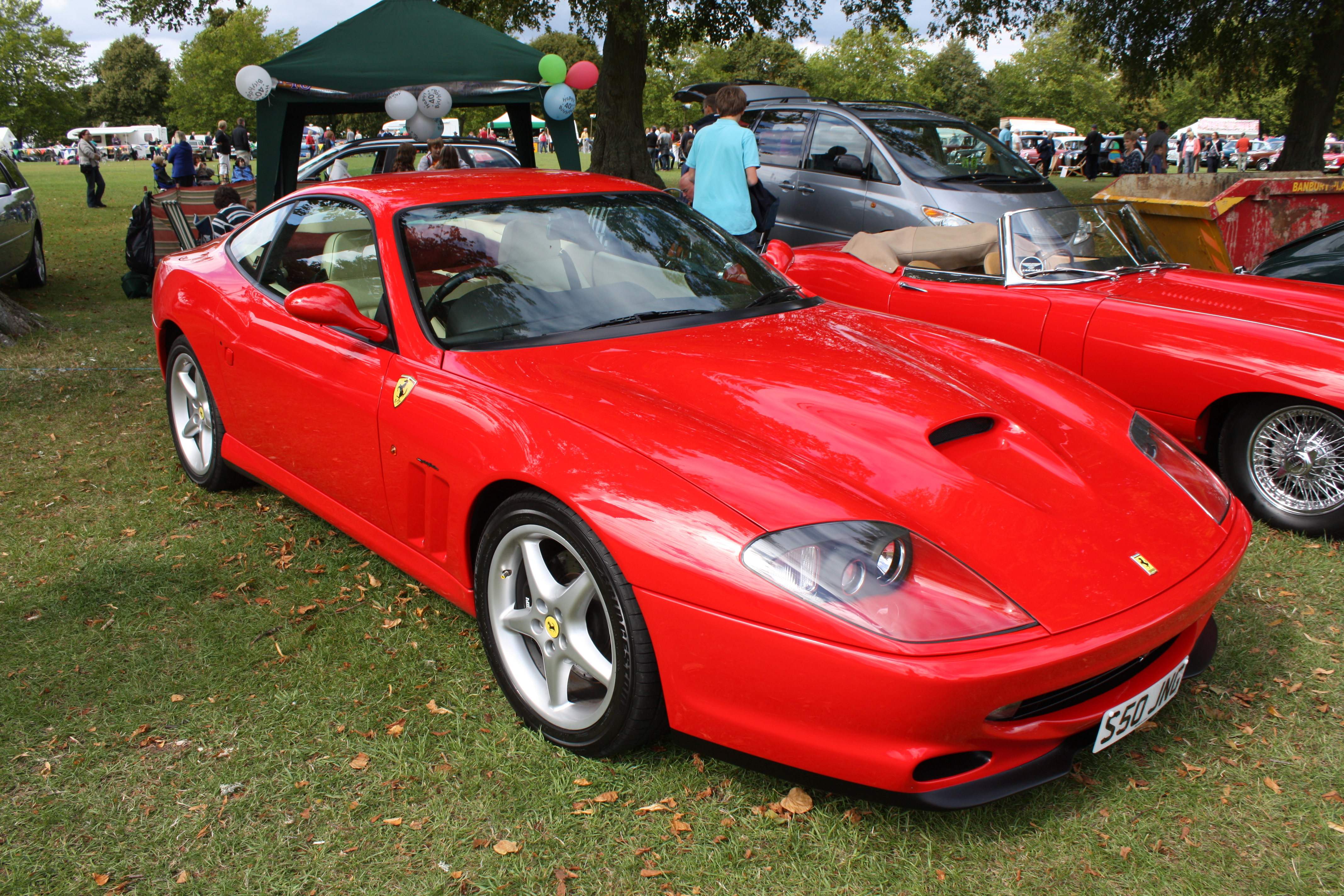
Ferrari 550 Maranello 1996
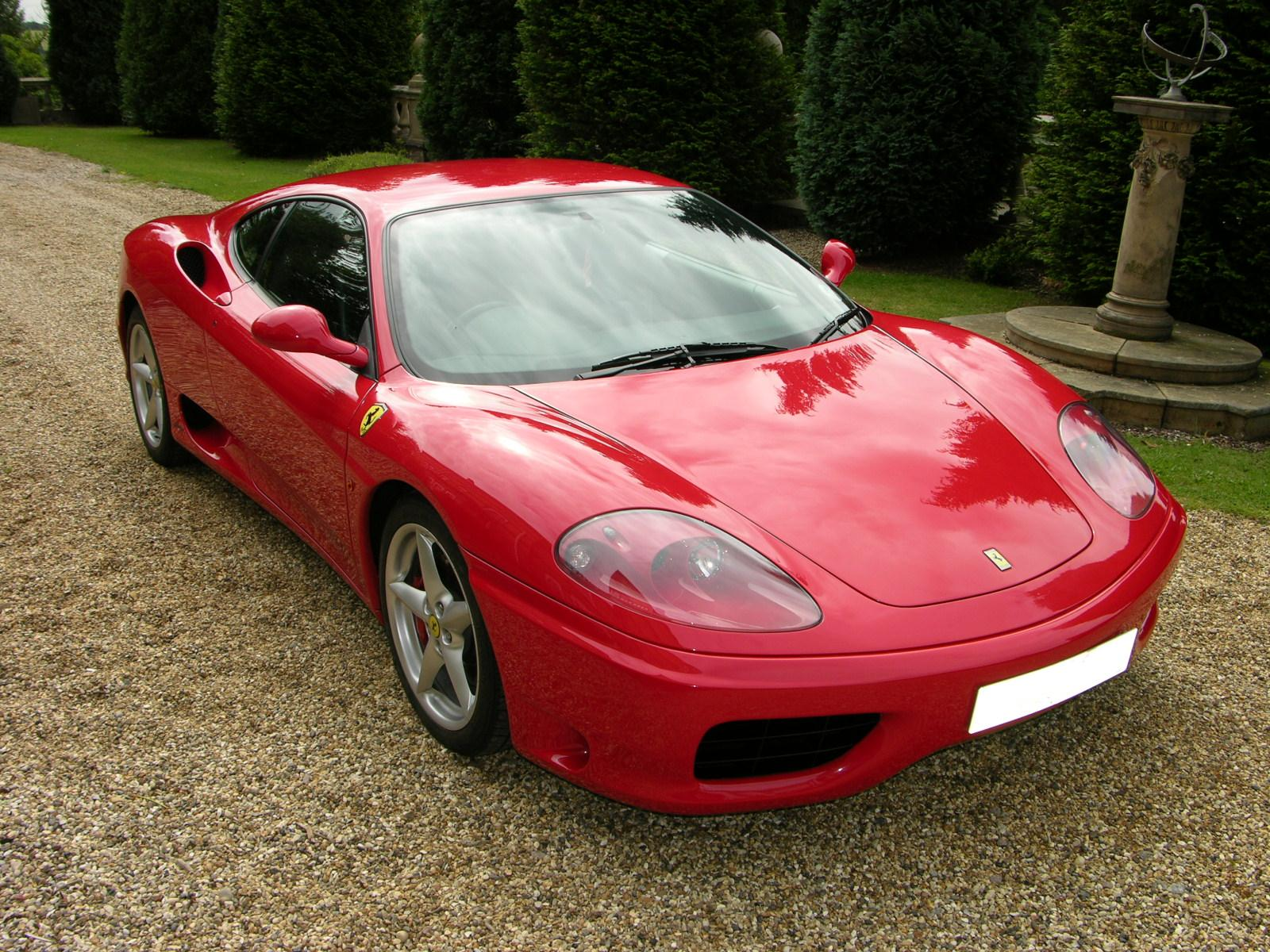
Ferrari 360 Modena 1999
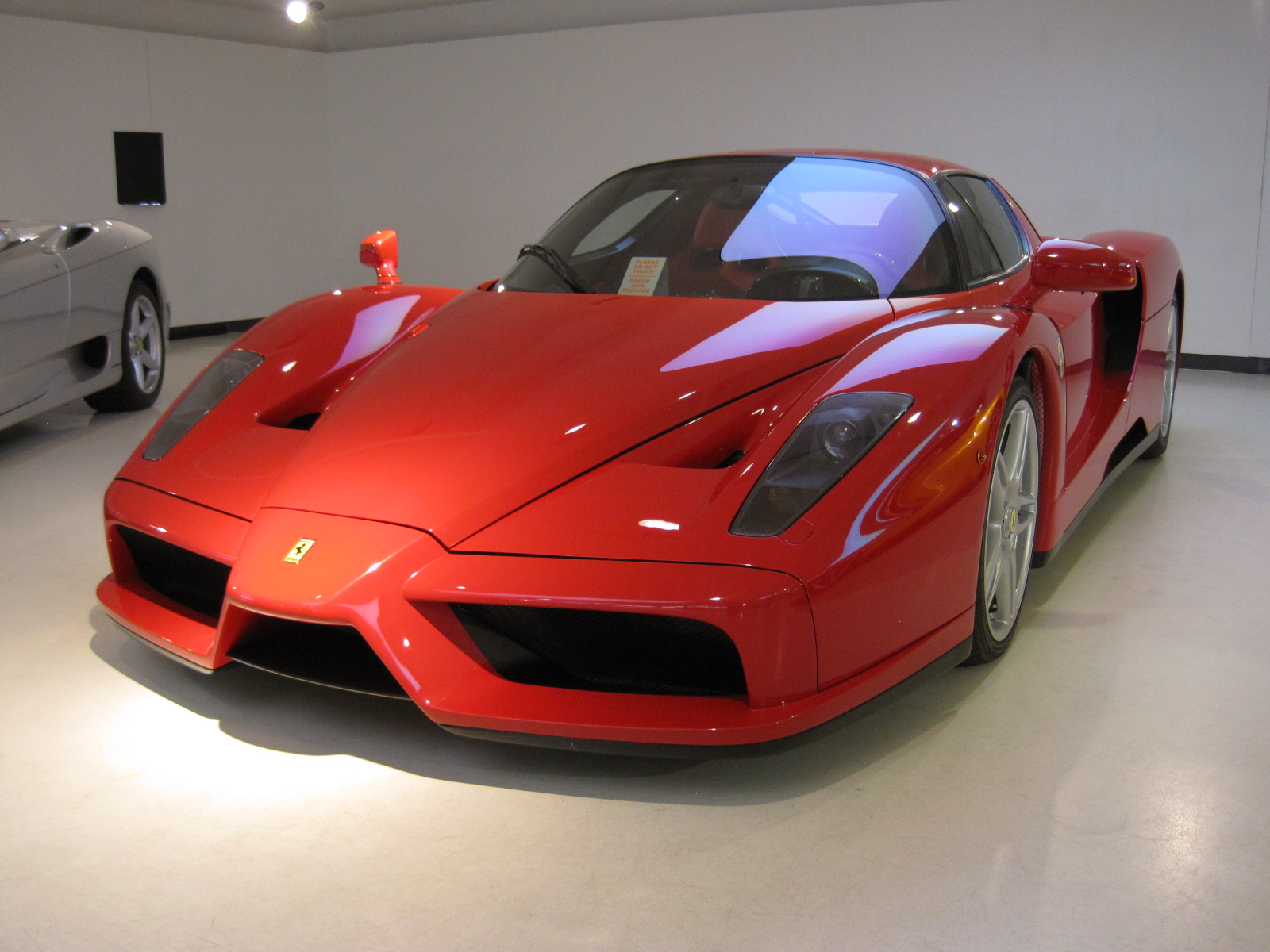
Ferrari Enzo 2002

Il supervise la conception de plus de 100 modèles avec entre autres, les Ferrari 456 (1992), Ferrari 550 Maranello (1996), Ferrari 360 Modena (1999), Ferrari Enzo (2002), Ferrari F430 (2004), Ferrari 612 Scaglietti (2004), Maserati Quattroporte V (2003), Peugeot 406 Coupé (1997), ainsi qu'une 20e de concept-car, dont les Ferrari Mythos (1989) et Maserati Birdcage 75e (2005) ... Il prend sa retraite en 2005 après 32 ans passé chez Pininfarina. 

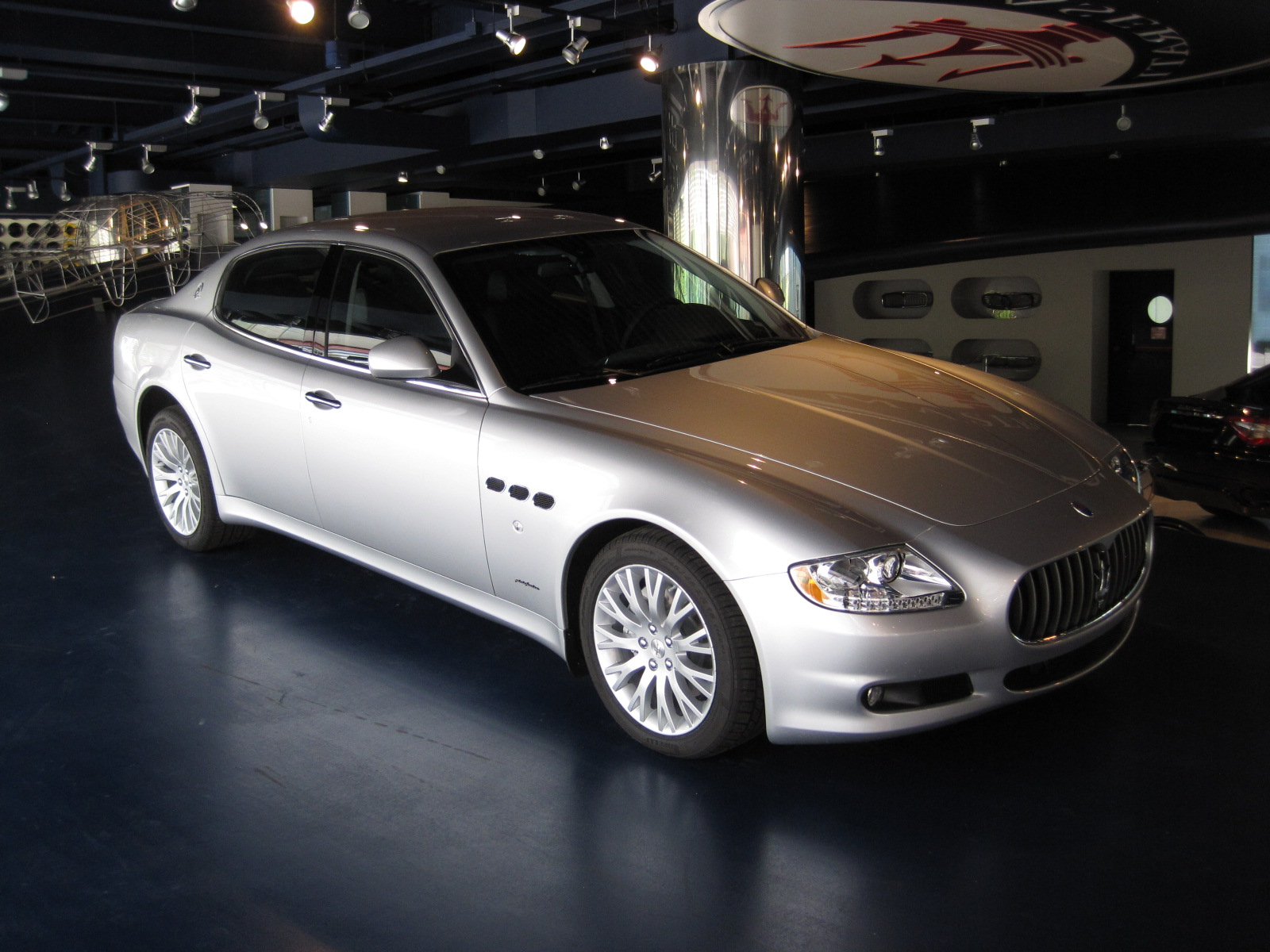
Maserati Quattroporte V 2003
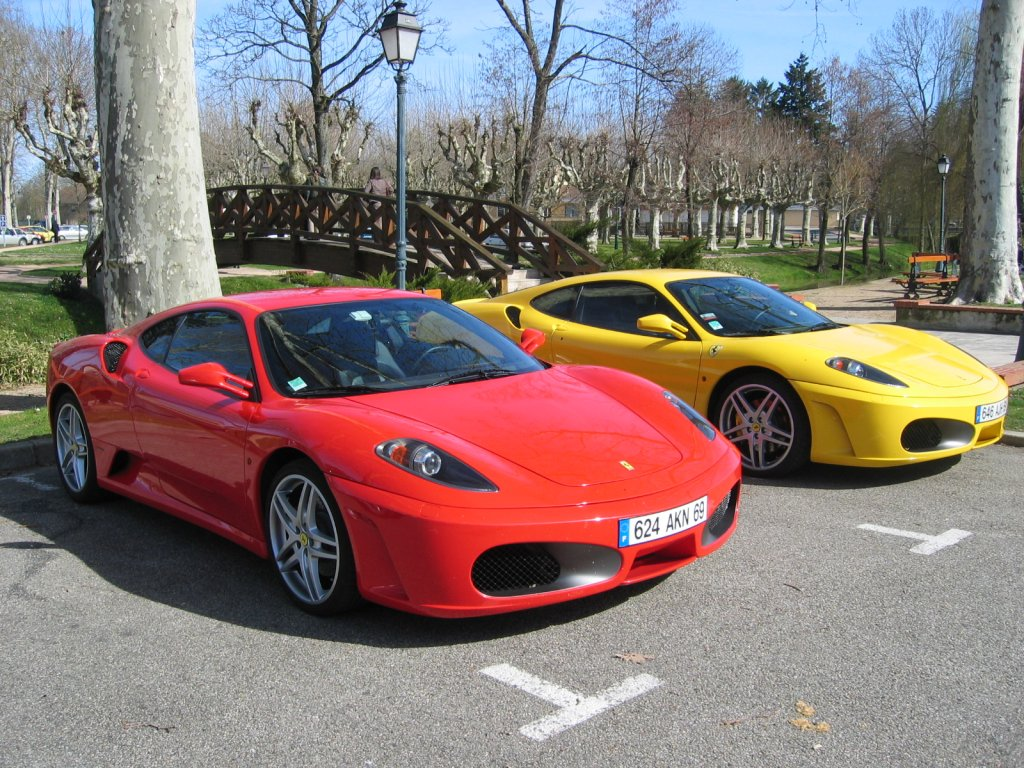
Ferrari F430 2004
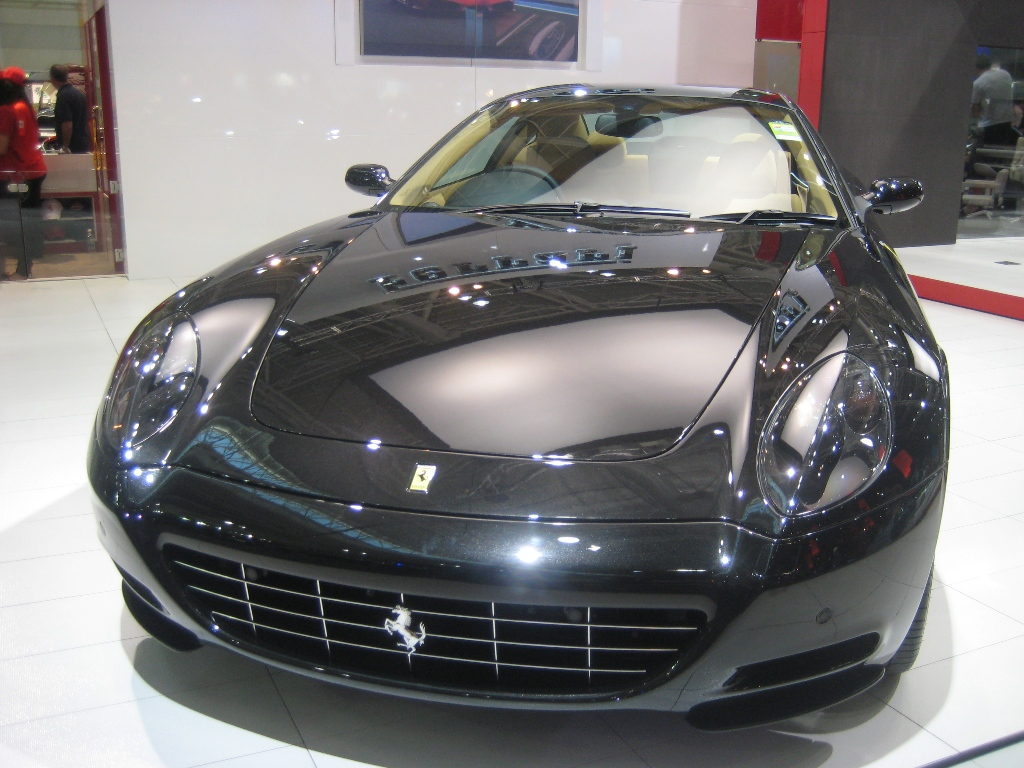
Ferrari 612 Scaglietti 2004
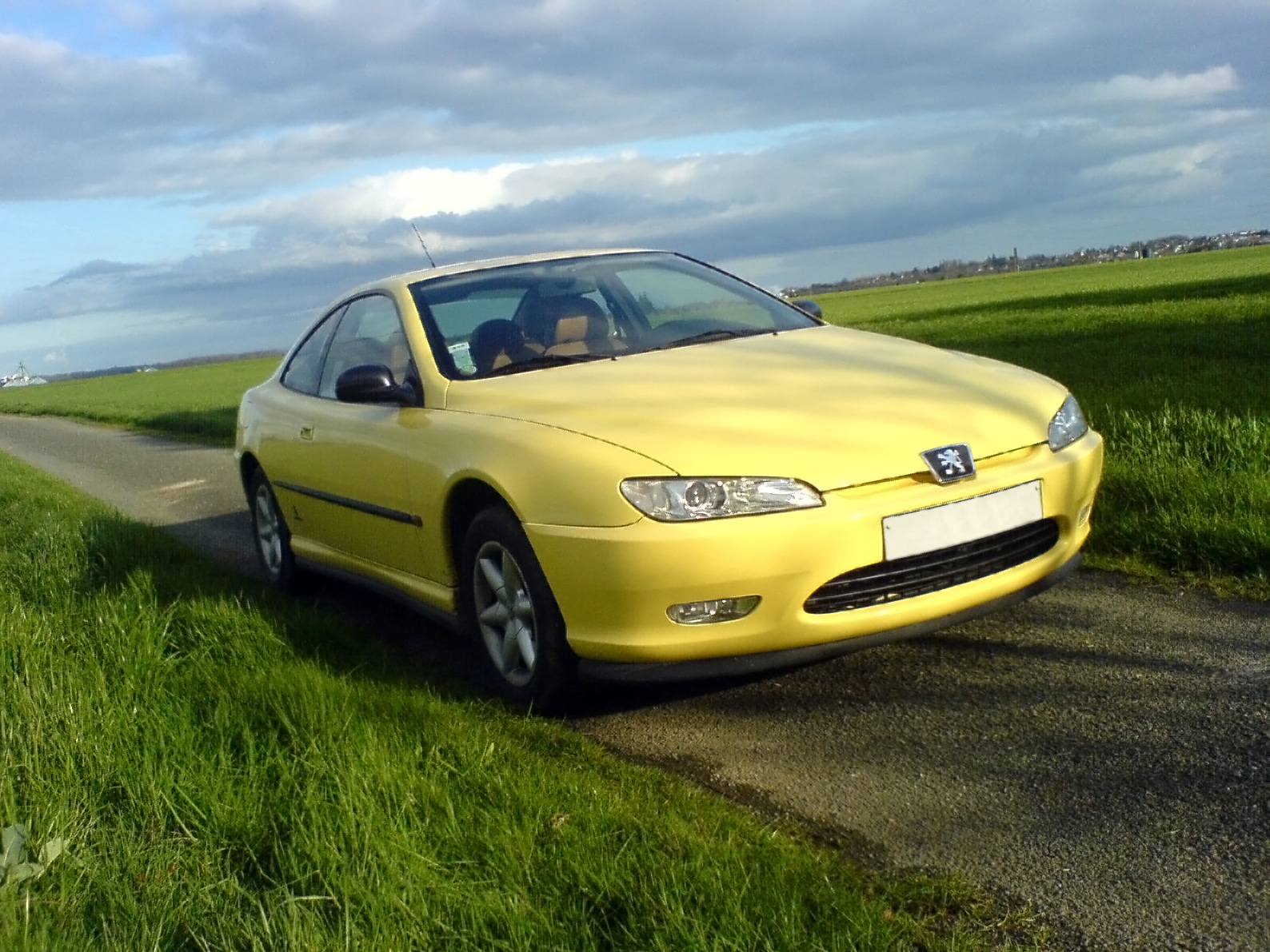
Peugeot 406 Coupé (1997)
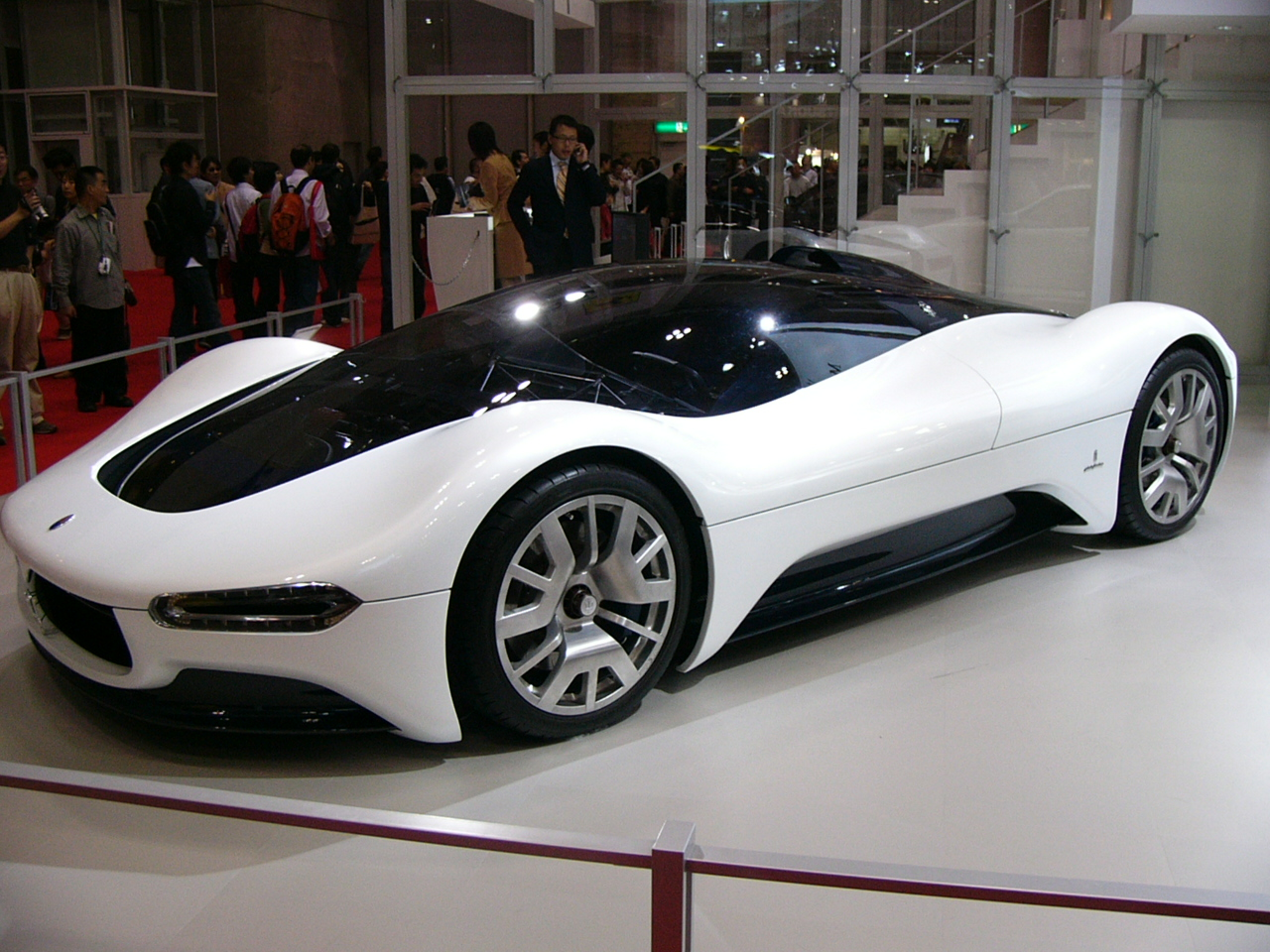
Maserati Birdcage 75e 2005

En 2007 âgé de 59 ans, il accepte la proposition du PDG du groupe Fiat Sergio Marchionne de devenir directeur général du design du groupe Fiat / Alfa Romeo / Lancia / Abarth / Maserati / Chrysler ... après Wolfgang Egger (ex directeur du design Alfa Romeo) et Flavio Manzoni (ex Fiat, actuel directeur design de Ferrari).

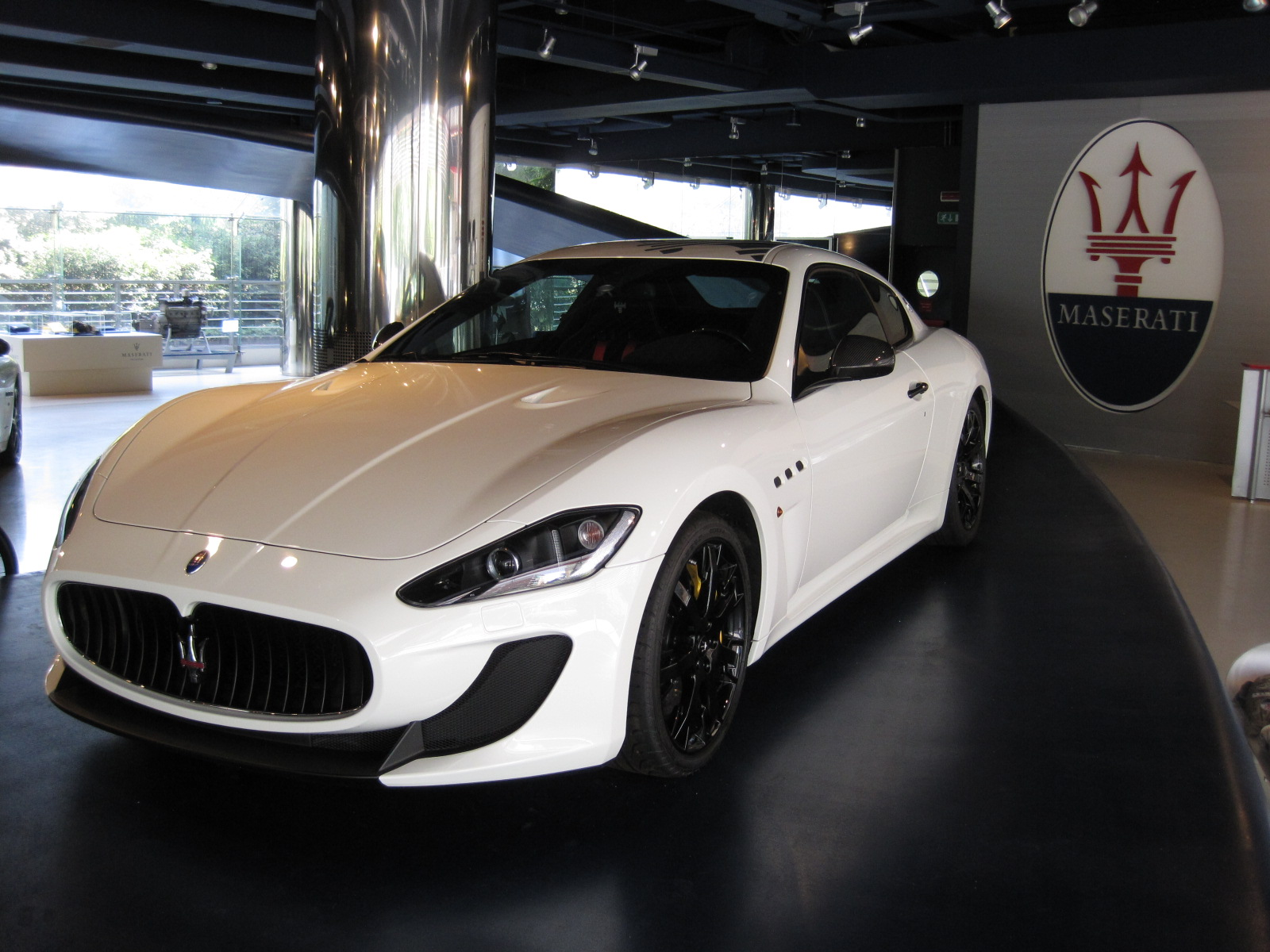
Maserati GranTurismo 2007
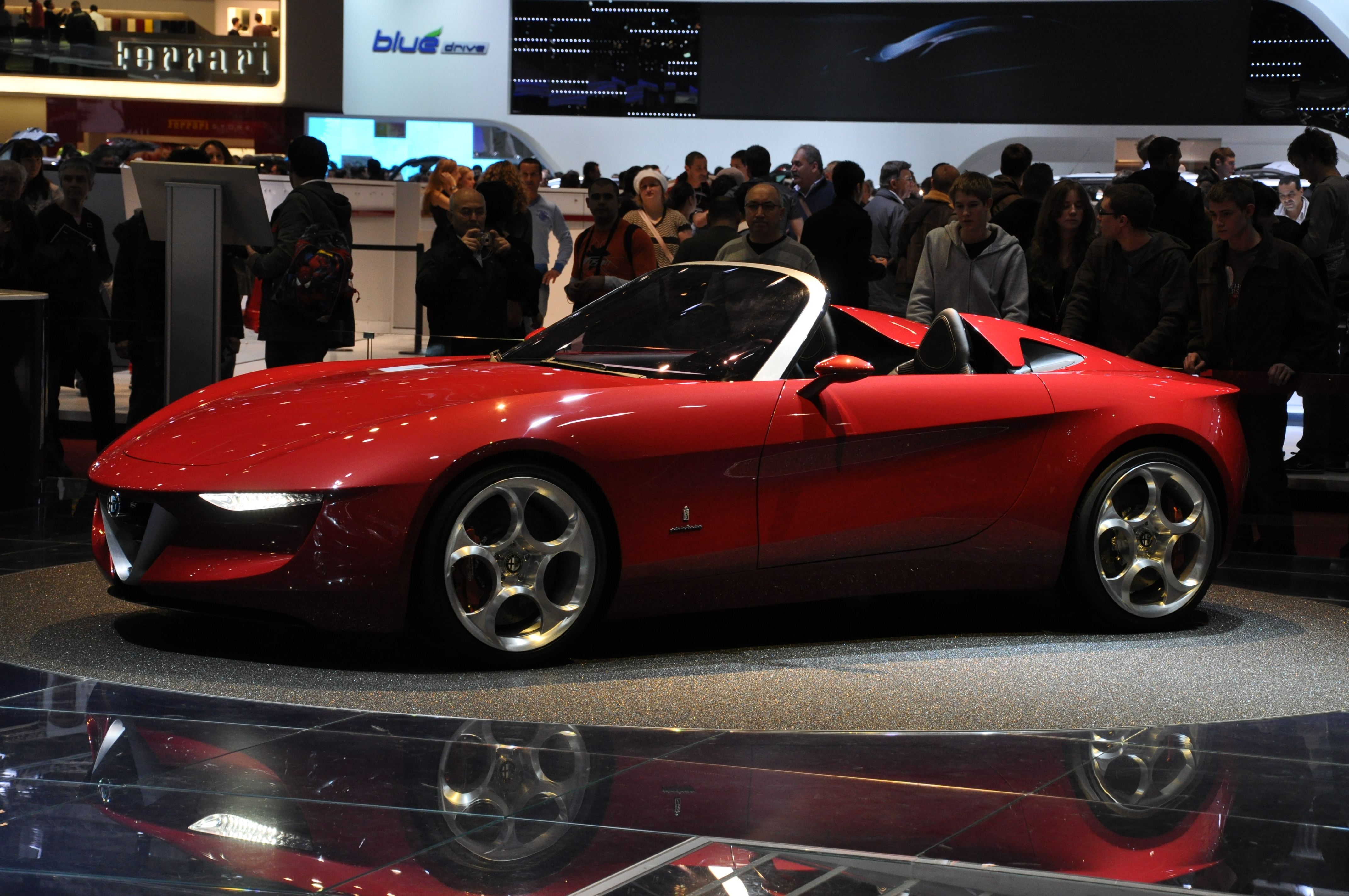
Alfa Romeo 2uettottanta 2010
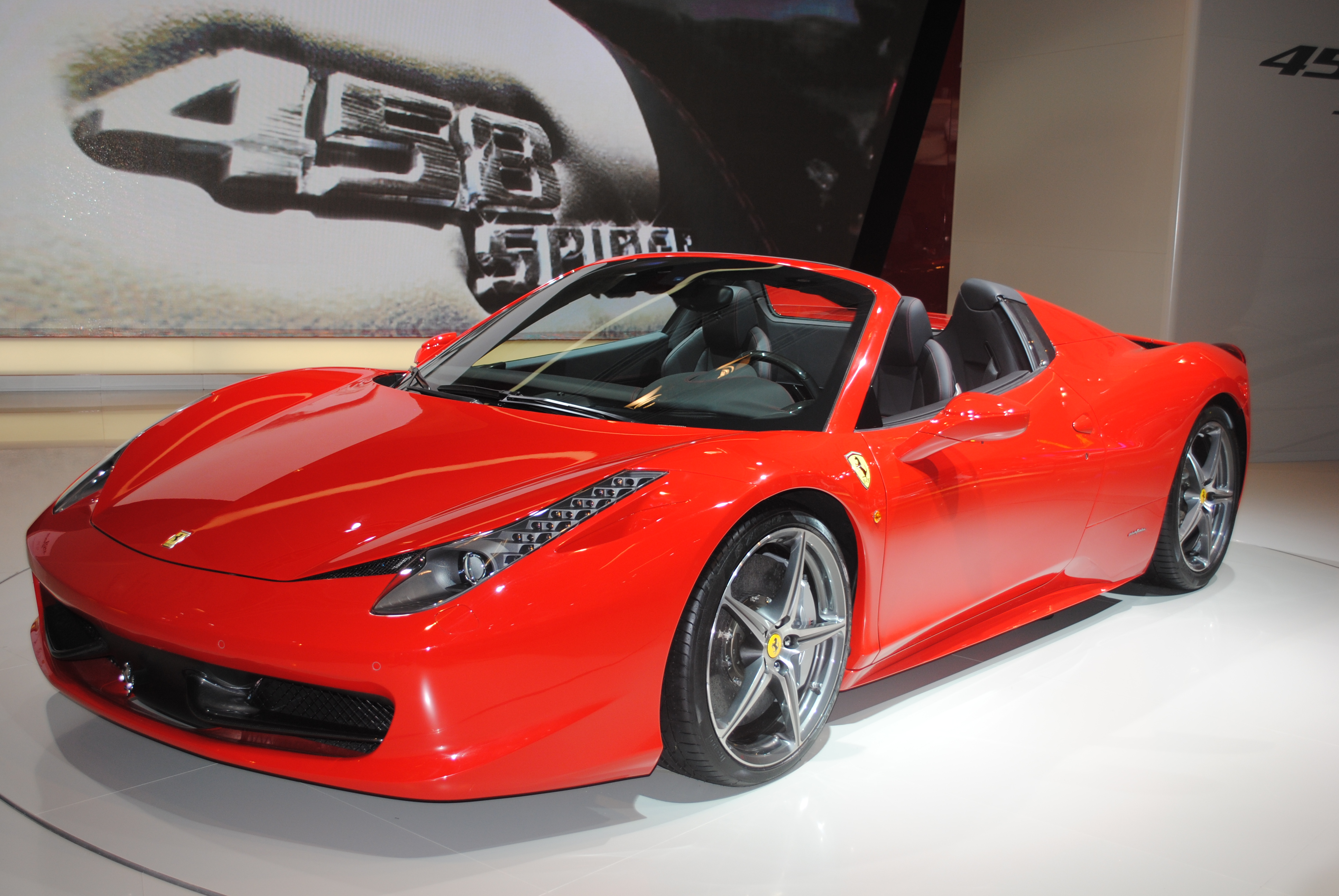
Ferrari 458 Italia 2010
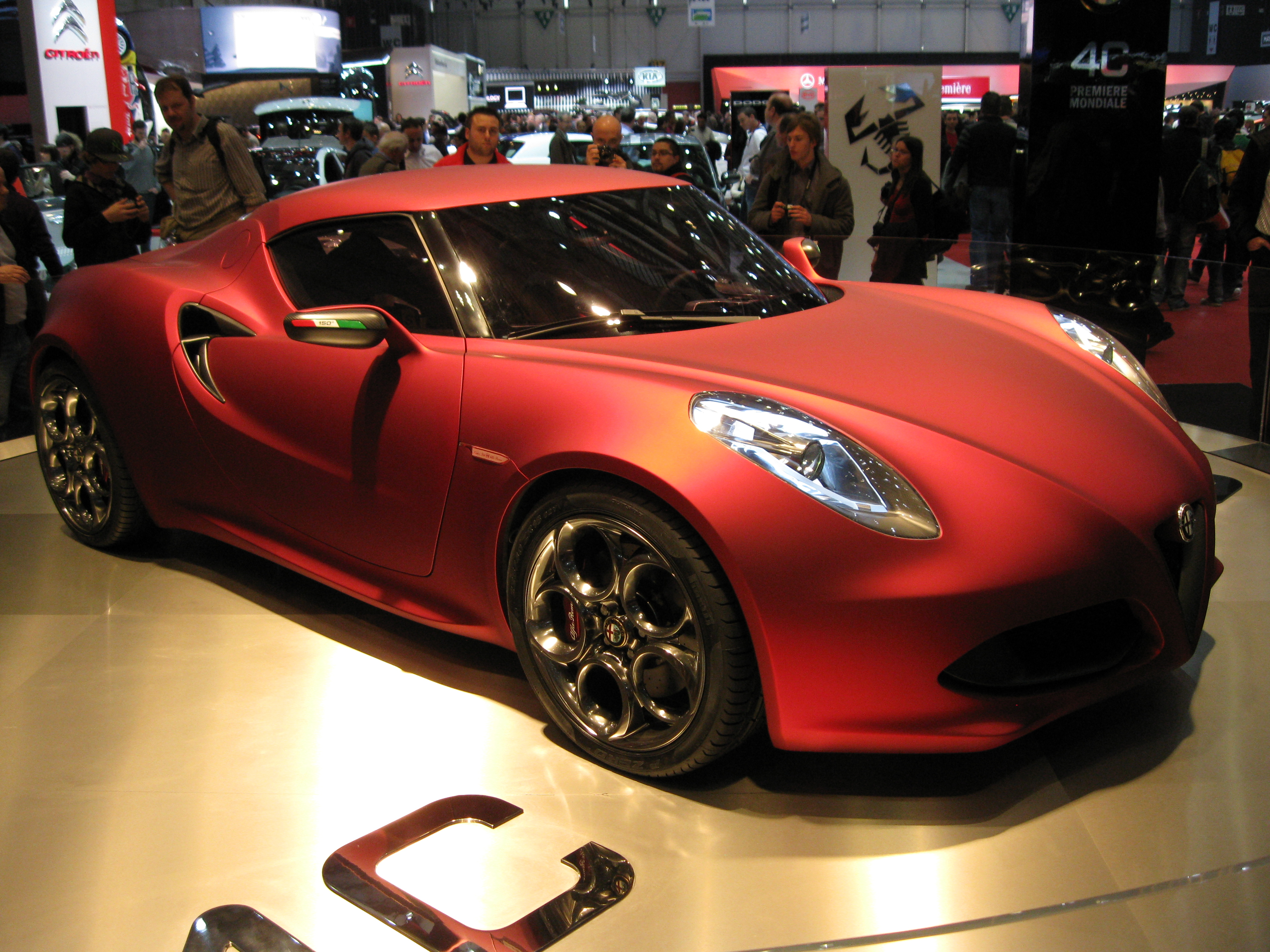
Alfa Romeo 4C 2011
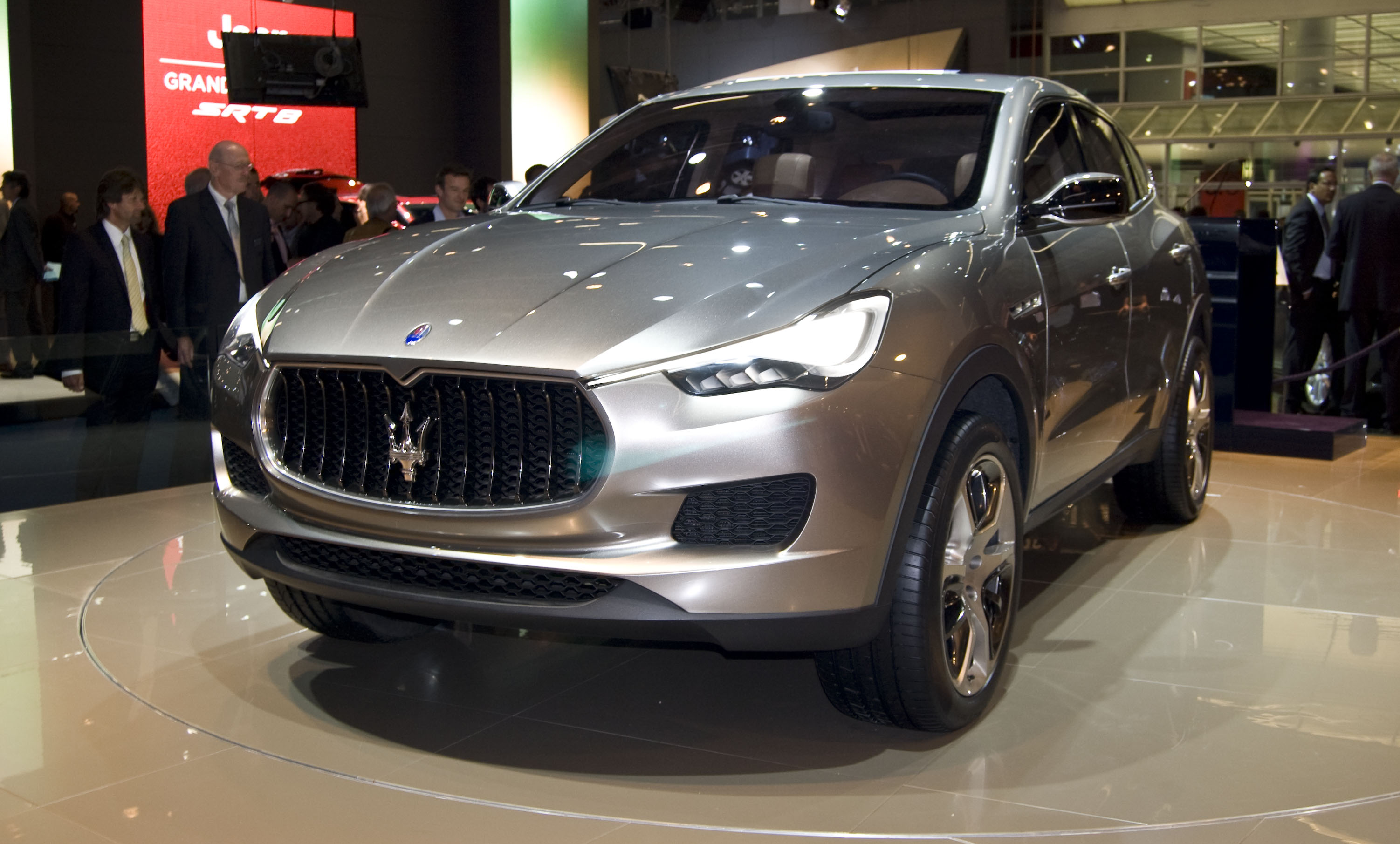
Maserati Kubang 2011

Il travaille à recentrer le design sur le groupe Fiat, historiquement sous traité à Pininfarina et Italdesign, et à étendre le groupe sur le marché américain avec la fusion des groupes Fiat et Chrysler en 2009. Il supervise notamment les conceptions des Maserati GranTurismo (2007), Alfa Romeo Giulietta (2010), Alfa Romeo 2uettottanta (2010), Alfa Romeo 4C (2011) et Maserati Kubang (2011), Maserati Quattroporte VI (2013), Maserati Ghibli III (2013), Maserati Alfieri (2016)...

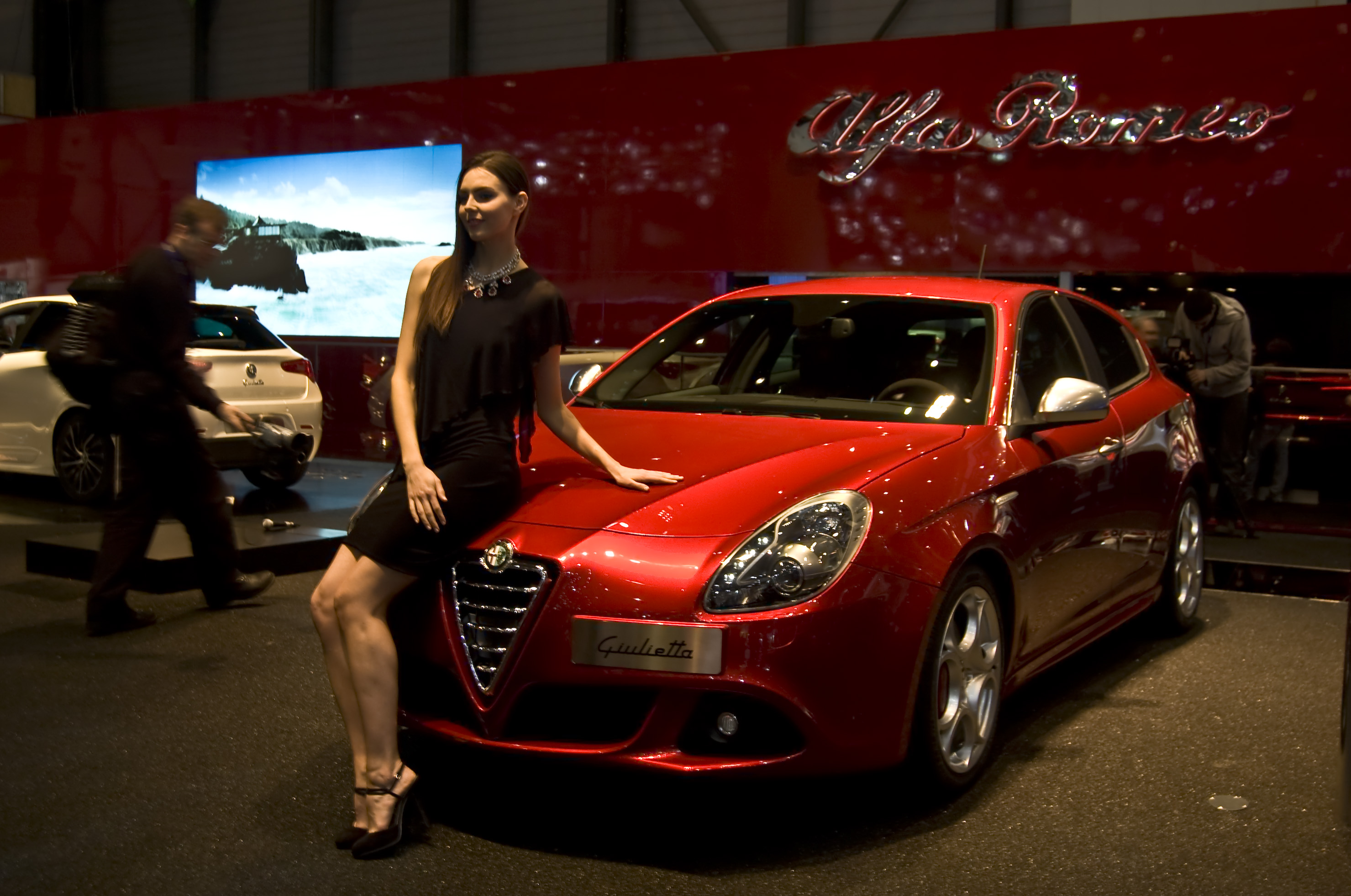
Alfa Romeo Giulietta (2010)
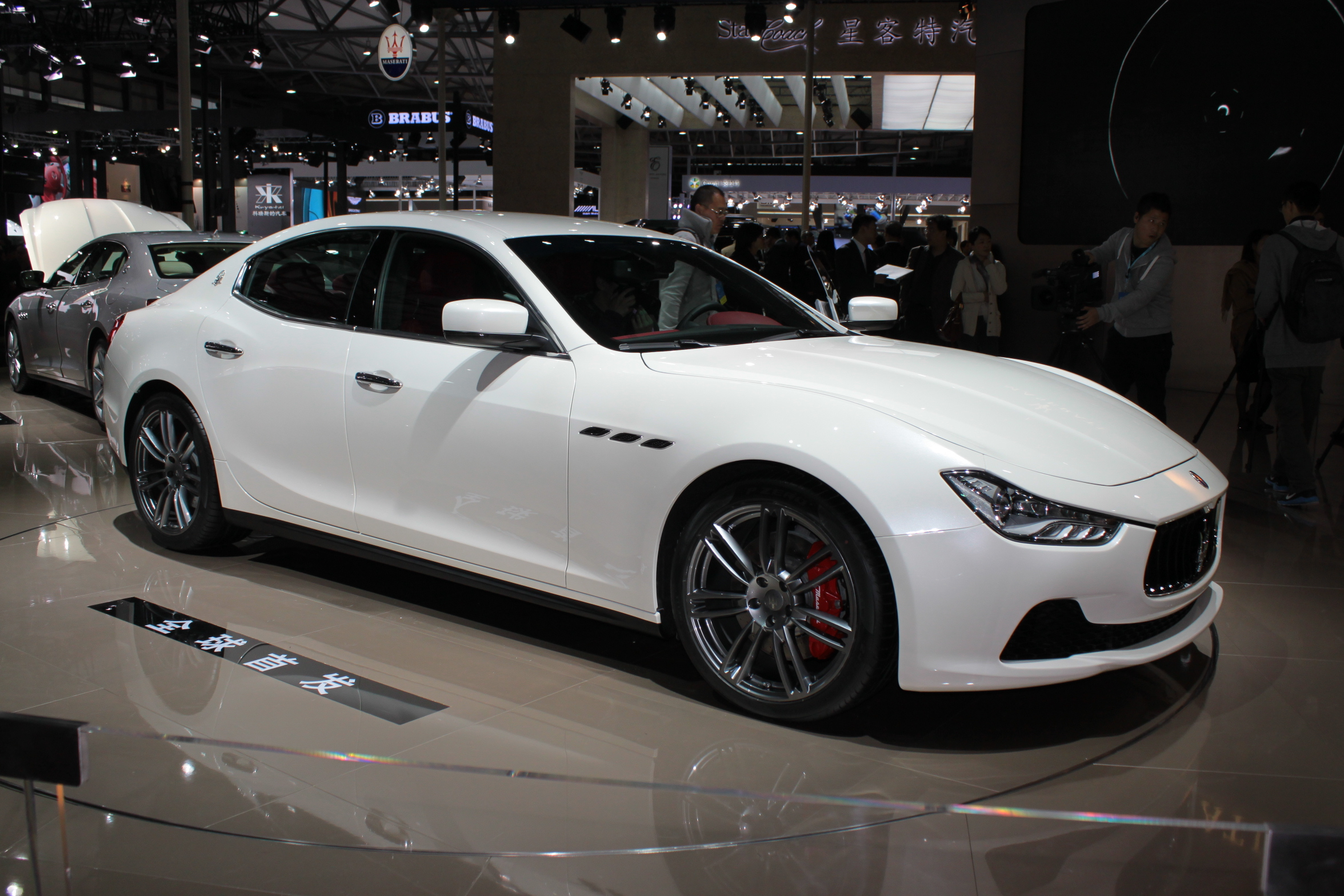
Maserati Ghibli III (2013)
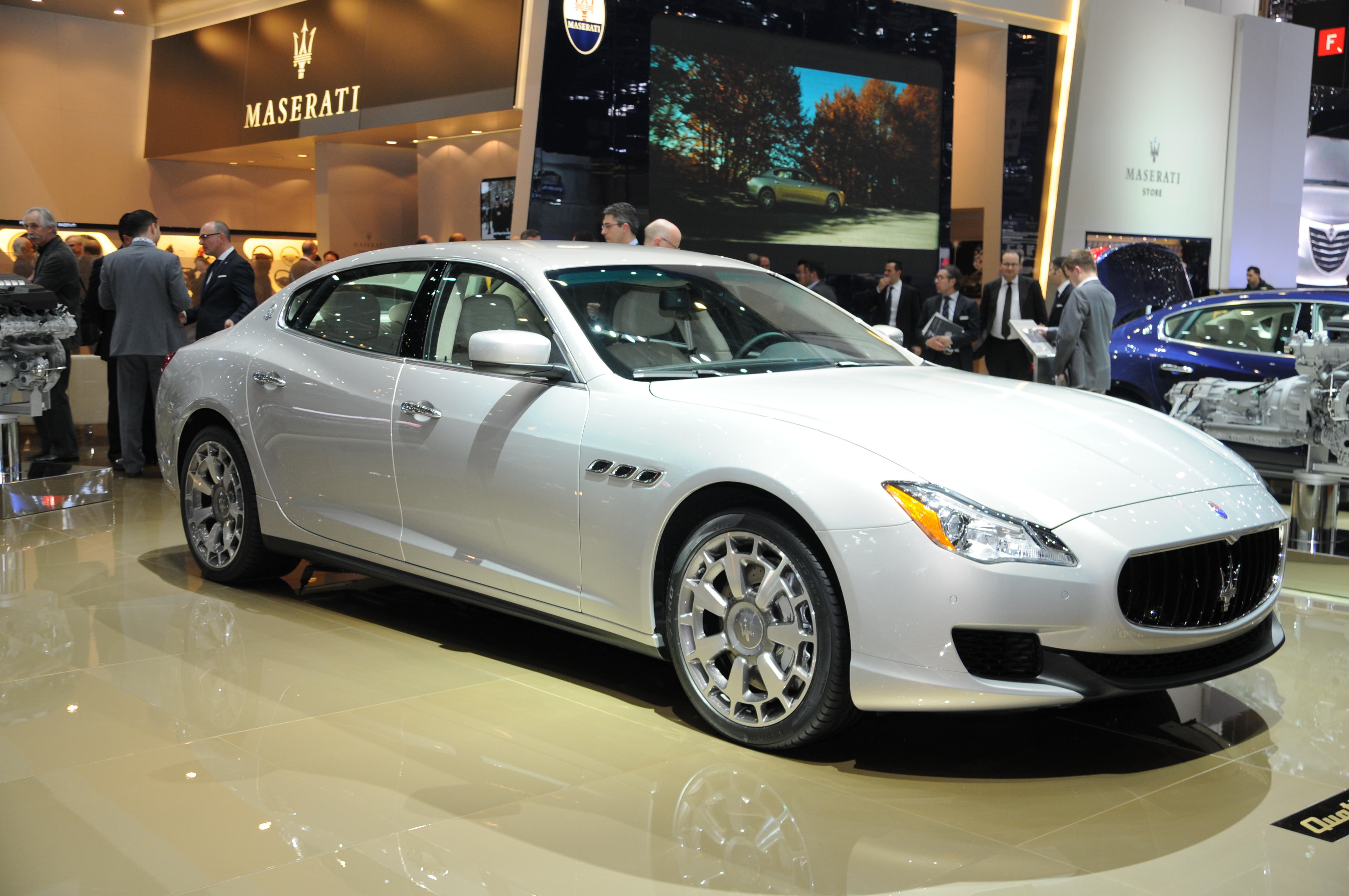
Maserati Quattroporte VI (2013)
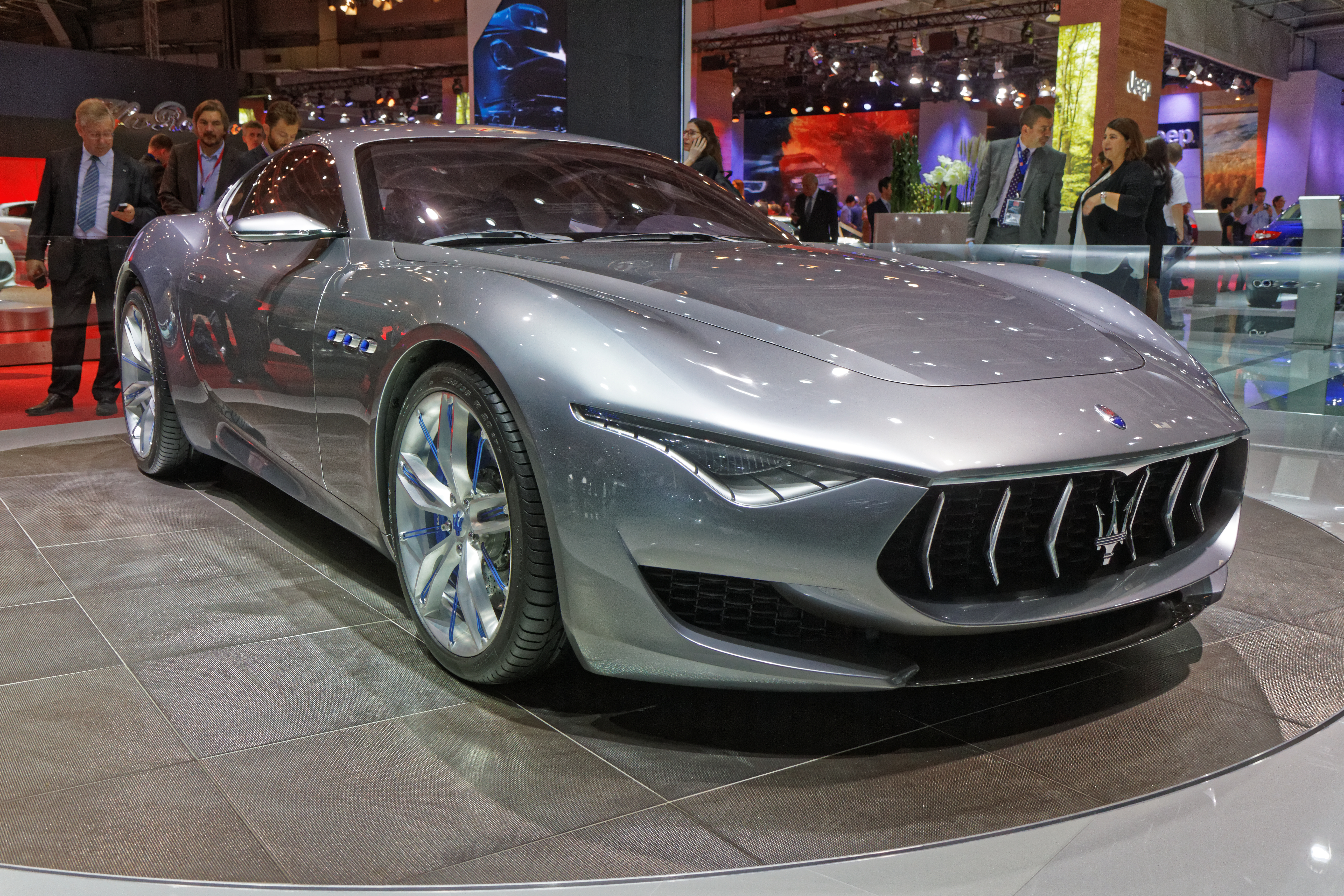
Maserati Alfieri 2016